# Marcus von Eickstedt
Marcus von Eickstedt (auch Marx von Eickstedt; † 29. September 1661 in Stettin) war ein herzoglich pommerscher Politiker, Diplomat und Beamter.

## Leben
Er entstammte der pommerschen Adelsfamilie von Eickstedt auf Rothenklempenow. Seine Eltern waren der Oberhofmarschall Dubislav von Eickstedt (* 1555; 3. April 1621) und dessen Ehefrau Agnes von Ramel († 25. Dezember 1597), Tochter von Marcus von Ramel auf Remitz.
Er stand im Dienst des Herzogs Bogislaw XIV. Dieser entsandte ihn ab 1627 zu verschiedenen diplomatischen Missionen, so zum Kaiser Ferdinand II., zum Kurfürsten Georg Wilhelm von Brandenburg und zum dänischen König Christian IV. 1634 wurde er fürstlicher Geheimer Rat, Amtshauptmann in Ueckermünde und Kanoniker am Domstift des Camminer Doms.
Nachdem 1637 die Greifenherzöge ausgestorben waren, setzte er sich für die Nachfolge des brandenburgischen Herrscherhauses in Pommern ein, der die im Dreißigjährigen Krieg erfolgte Besetzung des Landes durch schwedische Truppen entgegenstand. Die pommerschen Landstände entsandten ihn gemeinsam mit Friedrich Runge im März 1644 und im Oktober 1645 zu den Friedensverhandlungen nach Osnabrück. Nachdem im Westfälischen Frieden Pommern unter Schweden und Brandenburg aufgeteilt wurde, zog er sich anscheinend aus der Politik zurück.
Er heiratete 1634 in Stettin Catharina Elisabeth von Eickstedt aus dem Haus Cöthen. Das Paar hatte mehrere Kinder:
- Ernestine (* 1. September 1642)
- Catharina Agnes (* 1649)
- Sophie Elisabeth (* 1652)